# Bejsagoła (stacja kolejowa)
Bejsagoła (lit. Baisogala, ros. Байсагола, Байсогала) – stacja kolejowa w miejscowości Bejsagoła, w rejonie radziwiliskim, w okręgu szawelskim, na Litwie. Położona jest na linii Koszedary – Radziwiliszki.

## Historia
Stacja Bejsagoła została otwarta w XIX w. na drodze żelaznej libawsko-romeńskiej, pomiędzy stacjami Radziwiliszki i Datnów.